# 田口貞夫
田口 貞夫（たぐち さだお、1922年12月20日 -  2020年）は、日本の宗教学者、思想家。
1922年に東京の下町亀戸で生まれた。父は結婚前浅草寺の食客で、母は浅草寺病院の医師だった。二人は結婚後亀戸で診療所を開業した。貞夫は東京大学に入学後、第1回の学徒出陣で徴兵された。1943年10月21日に出陣学徒壮行会が明治神宮外苑競技場で開かれた。貞夫は航空隊の兵士としてカンボジアなどで従軍したが、生来の不器用のために一度も飛行機に乗らず、無事日本に戻った。東京大学文学部宗教学科で主任教授岸本英夫の指導を受け、ロシア思想史をライフワークとすべく勉強し、1950年に卒業した。東京大学図書館で勤務するかたわら、上智大学の神父ペトロ・ネメシェギを知り、上智大学外国語学部ロシア学科で講師を務めた。
1958年にベルジャーエフの『ロシヤ思想史』の日本語訳を創文社から刊行した。ベルジャーエフは20世紀前半に活動し、西洋思想界でもよく知られたロシアの宗教哲学者である。その後1961年に同じく創文社からベルジャーエフについての著作『ベルジヤエフ：生涯と思想』を刊行した。1969年と1977年にはぺりかん社から『ロシア革命と正教：社会主義国における土着信仰の諸相』および『ロシア宗教思想史：宗教と社会主義』を刊行した。1986年には荒竹出版から『解放神学：虚と実』を勝田吉太郎、近藤正栄、大石昭夫との共著で出版した。田口の執筆部分は「ベルジャーエフから見た解放神学」である。他に小学館の刊行した全25巻の百科事典『日本大百科全書：ニッポニカ』と「コトバンク」などで公開されているその電子版で「東方正教会」や「ロシア正教会」「ギリシア正教会」「コンスタンティノス」「カバシラス」「チーホン・ザドンスキー」などの項目を担当して執筆した。